# ハヤ (恐竜)
ハヤ（学名：Haya）は、後期白亜紀（サントニアンからカンパニアン）の地層から発見されているテスケロサウルス類に属する恐竜の属の一つ。ジェホロサウルス類という説も出てきている。

## 説明

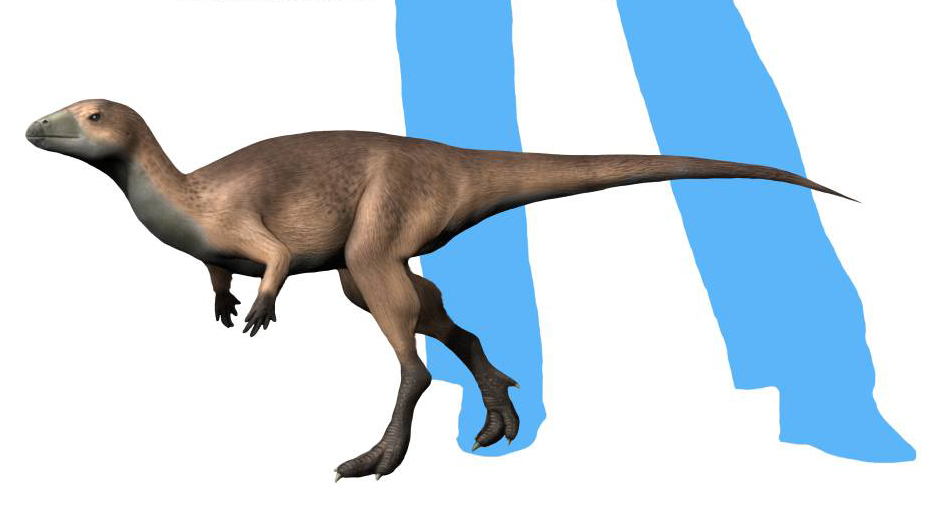
復元図

ハヤは、2002年から2007年にJavkhlant Formation という地層からモンゴル科学大学のチームによって発掘されたいくつかの保存状態の良い標本で知られる。地層があるKhugenetslavkant の地質年代はおそらくサントニアンとされる。ホロタイプは IGM 100/2017 で、これは保存状態良好で完全な頭骨を含む全身骨格である。その他、IGM 100/1324というばらけた大腿骨、IGM 100/2013という体骨格の要素、IGM 100/2014という砕けた頭骨を含む全身、IGM 100/2015という完全な体骨格、IGM 100/2016という部分的な幼体の頭骨、IGM 100/2018という単離した下顎骨（および数本の歯）、 IGM 100/2019というほぼ完全な頭骨を含む全身骨格、IGM 100/2020という体骨格要素が参照された。ハヤの骨格の一つ、IGM 100/2015は大きな胃石を保存していた。分岐分析では鳥盤類内でジェホロサウルスとカンクンサウルスと共に1つのクレードを構成すると結論づけられた。

## 学名の由来
ハヤはピーター・マコヴィッキーらによって2011年に、模式種をハヤ・グリヴァHaya griva として記載された。ハヤグリヴァはモンゴルの仏教徒の守護神像のサンスクリット語での名前で、長い馬面がこの恐竜と共通しているとされる。